# Vía Colectora Y de Pasaje-Piñas-Y de Saracay
La Vía Colectora Y de Pasaje-Piñas-Y de Saracay (E585) es una vía secundaria de sentido general norte-sur ubicada en la Provincia de El Oro.  Esta vía se inicia en la Troncal de la Costa (E25) a la altura de la Y de Pasaje.  A unos pocos kilómetros de su inicio, la Vía Colectora Y de Pasaje-Piñas-Y de Saracay (E585) es intersecada por el término sur de la Vía Colectora Pasaje-Y del Enano (E584) que se extiende en rumbo norte hacia la localidad de Pasaje.  
Posteriormente a la intersección con la Vía Colectora Pasaje-Y del Enano (E584), la Vía Colectora Y de Pasaje-Piñas-Y de Saracay (E585) toma rumbo suroriental y empieza a ascender los estribos occidentales de la Cordillera Occidental de los Andes pasando por las localidades de Paccha, Zaruma, y Portovelo.  En esta última localidad, la colectora cambia radicalmente de rumbo hacia el noroccidente para descender los estribos occidentales de la Cordillera Occidental de los Andes.  Una vez bajada la cordillera, la colectora pasa por la localidad de Piñas.  Finalmente después de Piñas, la colectora continua en sentido noroccidental hasta concluir su recorrido en la Transversal Sur (E50) a la altura de la localidad de Saracay.

## Localidades destacables
De norte a sur:
- Paccha, El Oro
- Zaruma, El Oro
- Portovelo, El Oro
- Piñas, El Oro
- Saracay, Piñas

- Datos: Q5650973